# Les Frères Guissé
Cet article possède un paronyme, voir Guisse.

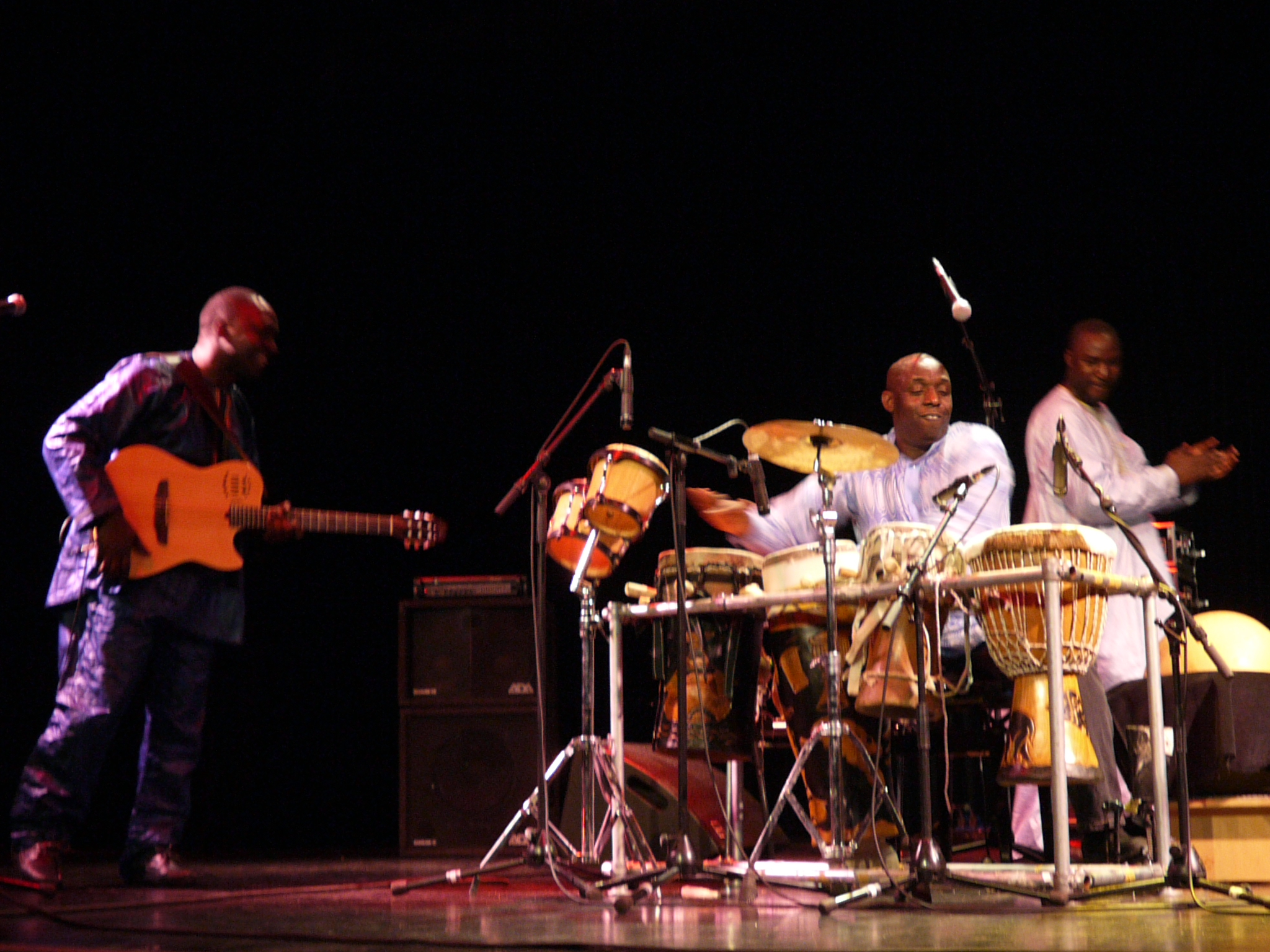
Les Frères Guissé en concert à Vandœuvre (2009)

Les Frères Guissé (Djiby, Cheikh et Alioune) sont un groupe musical sénégalais. Leur carrière a officiellement commencé en 1995. Ils ont participé à plusieurs festivals dans le monde, notamment primé au Festival d’été de Québec en 1997.

## Discographie
- Fouta (2003), avec le Paul Van Kemenade Quintet
- Yakaar (2008)